# Chiesa di Santa Maria della Scala annessa al Collegio Sant'Ignazio
La chiesa di Santa Maria della Scala  sorgeva nel quadrangolo tra le via Nicola Fabrizi, Ugo Bassi, XXVII luglio e la piazza Cairoli nella città di Messina.

## Storia
Opera del 1933, il complesso fu completato e benedetto il 29 giugno 1933.  
L'edificio con tre cupole e due torri campanarie è stata progettata dall'ingegnere palermitano Antonio Zanca, in stile arabo-normanno. Era annesso al Collegio Sant'Ignazio un edificio in stile arabo-normanno.
Demolita il 30 aprile 1975 per far spazio all'edificio allora della Standa..

## Stile
L'interno della chiesa era a tre navate, con archi e finestre a sesto acuto e belle vetrate. Erano robuste colonne sormontate da artistici capitelli, grandi rosoni e belle vetrate istoriate. La tela raffigurante La Pietà/Deposizione dalla Croce, dal pittore Cesare Maccari ed il Cristo Benedicente , un dipinto dal pittore Alessandro Abate, adornavano la chiesa.  Tanti erano gli affreschi a finto mosaico e decori e pale d'altare, tutte fatte dal pittore Alessandro Abate. All'interno c'era la Madonna della Scala, realizzata su legno a finto mosaico dal pittore Salvatore De Pasquale nel 1933.